# کیم سو کیونگ (بازیکن بیسبال)
کیم سو کیونگ (انگلیسی: Kim Soo-kyung؛ زادهٔ ۲۰ اوت ۱۹۷۹) بازیکن بیس‌بال اهل کره جنوبی است.